# Sources chrétiennes

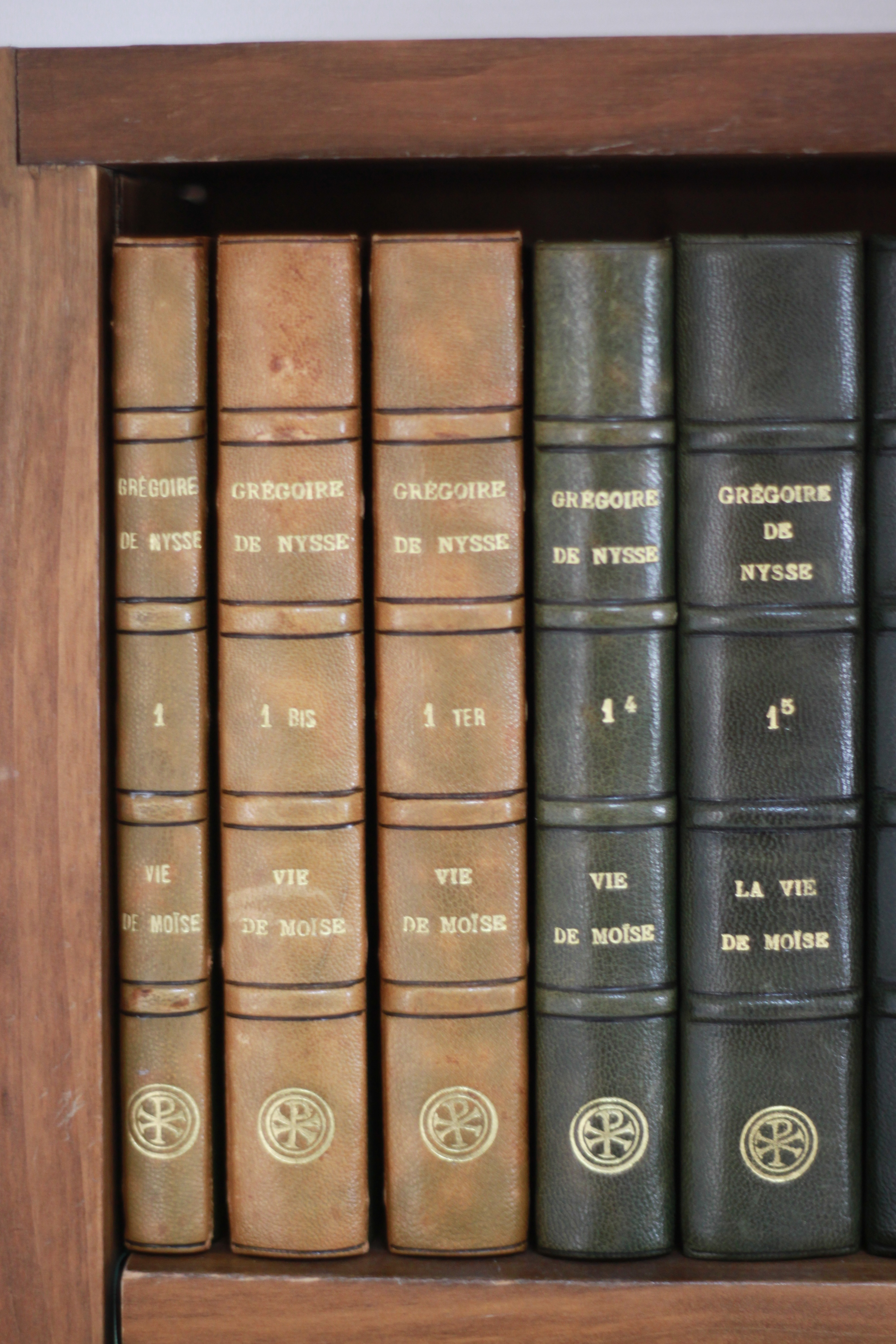
La Vie de Moïse de Grégoire de Nysse, première œuvre publiée de la collection.

La collection Sources chrétiennes publie des éditions critiques de textes patristiques anciens. Fondée à Lyon en décembre 1942 par les jésuites Victor Fontoynont, Jean Daniélou, Henri de Lubac et Claude Mondésert, elle compte à ce jour plus  de 600 volumes.

## Débuts
Fondée à Lyon en décembre 1942 par les jésuites Victor Fontoynont, Jean Daniélou, Henri de Lubac et Claude Mondésert, la collection Sources chrétiennes ambitionne un retour aux Pères grecs afin de permettre « à la théologie de renouer le dialogue interrompu avec la pensée contemporaine en contournant en amont l'hégémonie thomiste ».
Le premier volume qui sort de presse en 1942 est une traduction de Contemplation sur la vie de Moïse, un texte de Grégoire de Nysse. Le choix n’est pas accidentel. Dans un Paris occupé par l’ennemi et où sévit une sévère persécution antisémitique, Jean Daniélou (traducteur et éditeur) rappelle qu’aux sources du christianisme se trouve Moïse et le peuple juif.
En 1956 l’« Association des amis des Sources chrétiennes » voit le jour et est reconnue d’utilité publique dès 1960. En 1976, l'Institut des Sources Chrétiennes est reconnu par le CNRS comme Unité de Recherche Associée, et en 2003 la collection est associée à l’Unité mixte de recherche Histoire et sources des mondes antiques (UMR 5189).
Parmi les auteurs grecs publiés figurent Irénée, Origène, Clément d'Alexandrie, Athanase d'Alexandrie, les Pères cappadociens (Basile le Grand, Grégoire de Nazianze surnommé le Théologien, Grégoire de Nysse), Jean Chrysostome, Cyrille d'Alexandrie, Théodoret de Cyr; chez les Latins, Tertullien, Cyprien, Hilaire de Poitiers, Ambroise de Milan, Grégoire le Grand; très vite figurent aussi dans la collection des auteurs médiévaux: quelques carolingiens, Bernard de Clairvaux et les premiers cisterciens; du côté grec, Nicéphore Blemmydès, Nicolas Cabasilas, Syméon le Nouveau Théologien… 
Une collection annexe, l'édition des œuvres complètes de Philon d'Alexandrie (environ 40 volumes), existe également.
Les œuvres sont publiées dans leur intégralité. Les volumes présentent généralement en synopse le texte ancien (grec, latin, parfois syriaque ou arménien) et sa traduction française ; cependant certains textes orientaux, en particulier syriaques, sont disponibles en traduction seule.

## AuXXIesiècle
La collection est éditée par l'Institut des sources chrétiennes, dont l'actuel directeur est Guillaume Bady, chercheur au CNRS ; elle est publiée par les éditions du Cerf.
L'équipe des Sources chrétiennes réunit des chercheurs et ingénieurs CNRS, membres d'une unité de recherche du CNRS intitulée HiSoMA, Histoire et sources des mondes antiques, ainsi que du personnel associatif et des jésuites. Outre la publication de la collection « Sources chrétiennes » et de divers travaux de recherche, elle a également en charge le projet Biblindex, index scripturaire en ligne des Pères de l'Église.
En 2018, après plus de 75 années d'existence de la collection, Guillaume Bady estime qu'à rythme constant, il faudra encore 300 ans pour publier en français les écrits de l'ensemble des auteurs chrétiens des premiers siècles.